# Шапер, Дейв
Дэвид (Дейв) Сигмунд Шапер (англ. David "Dave" Siegmund Schaper; род. 24 июля 1973, Ашбертон (Новая Зеландия), Кентербери) — новозеландский гребец, выступавший за сборную Новой Зеландии по академической гребле во второй половине 1990-х годов. Двукратный серебряный призёр этапов Кубка мира, участник двух летних Олимпийских игр.

## Биография
Дейв Шапер родился 24 июля 1973 года в Ашбертоне, Новая Зеландия.
Впервые заявил себе в гребле на взрослом международном уровне в сезоне 1996 года, когда вошёл в основной состав новозеландской национальной сборной и благодаря череде удачных выступлений удостоился права защищать честь страны на летних Олимпийских играх 1996 года в Атланте. В программе распашных безрульных двоек вместе с напарником Тони Данлопом вышел в главный финал и финишировал в решающем заезде пятым.
После атлантской Олимпиады Шапер остался в составе гребной команды Новой Зеландии на ещё один олимпийский цикл и продолжил принимать участие в крупнейших международных регатах. Так, в 1997 году в безрульных двойках он стал девятым на этапе Кубка мира в Люцерне и седьмым на чемпионате мира в Эгбелете.
В 1998 году в восьмёрках занял пятое место на этапе Кубка мира в Хазевинкеле и закрыл десятку сильнейших на мировом первенстве в Кёльне.
В 1999 году в безрульных четвёрках показал четвёртый результат на чемпионате мира в Сент-Катаринсе.
В 2000 году в программе безрульных четвёрок выиграл серебряные медали на этапах Кубка мира в Вене и Люцерне. Находясь в числе лидеров новозеландской национальной сборной, благополучно прошёл отбор на Олимпийские игры в Сиднее — занял в той же дисциплине шестое место, при этом его партнёрами были гребцы Скотт Браунли, Роб Хельстрём и Тони Данлоп
Впоследствии Дейв Шапер больше не показывал сколько-нибудь значимых результатов в академической гребле на международной арене.